# Грбови рејона Вологодске области
Грбови рејона Вологодске области обухвата галерију грбова административних јединица руске области — Вологодске области, са статусом градских округа и рејона, те њихове историјске грбове (уколико их има).
Већина грбова настала је након успостављања Руске Федерације и Вологодске области, као њеног саставног субјекта.

## Грбови округа и рејона
- A — Грб града 
 Вологда
- B — Грб града 
 Череповец
- Грб града 
 Сокола
- Грб града 
 Велики Устјуг
- 1 — Грб рејона 
 Бабајевски
- 2 — Грб рејона 
 Бабушкински
- 3 — Грб рејона 
 Белозерски
- 4 — Грб рејона 
 Харовски
- 5 — Грб рејона 
 Грјазовецки
- 6 — Грб рејона 
 Кадујски
- 7 — Грб рејона 
 Кириловски
- 8 — Грб рејона 
 Кичменшко-Городечки
- 9 — Грб рејона 
 Междуреченски
- 11 — Грб рејона 
 Њуксенски
- 12 — Грб рејона 
 Шекснински
- 13 — Грб рејона 
 Сјамженски
- 14 — Грб рејона 
 Сокољски
- 15 — Грб рејона 
 Тарногски
- 16 — Грб рејона 
 Тотемски
- 17 — Грб рејона 
 Чагодашки
- 18 — Грб рејона 
 Череповецки
- 19 — Грб рејона 
 Уст-Кубенски
- 20 — Грб рејона 
 Устјужнански
- 21 — Грб рејона 
 Вашкински
- 22 — Грб рејона 
 Великоустјушки
- 23 — Грб рејона 
 Верховашки
- 24 — Грб рејона 
 Вожегодски
- 25 — Грб рејона 
 Вологодски
- 26 — Грб рејона 
 Витегорски